# Władysław Tyszkiewicz
Władysław Tyszkiewicz (ur. 26 czerwca 1865 w Landwarowie, zm. 21 września 1936 tamże) – polski ziemianin z Wileńszczyzny, hrabia, właściciel majątku w Landwarowie pod Trokami, w 1922 roku posiadał majątki ziemskie o powierzchni 14 590 ha.

## Życiorys
Był synem Józefa, właściciela majątku w Kretyndze, i Zofii z Horwattów, bratem Aleksandra. Jego siostra Zofia wyszła za mąż za Henryka Dembińskiego. W 1886 ukończył Liceum Prawnicze w Petersburgu, po czym pracował jako sędzia pokoju w Rydze. Jako dziedzic Tyszkiewiczów otrzymał majątki w Landwarowie i Korsakach. Pod koniec XIX wieku przeniósł się do Warszawy, gdzie udzielał się społecznie, m.in. jako członek Komitetu Budowy Pomnika Adama Mickiewicza oraz Komitetu Budowy Filharmonii. W 1903 stanął na czele warszawskiego Towarzystwa Popierania Przemysłu i Handlu Polskiego. Nie tracąc związków z rodzinną Litwą, był m.in. członkiem Rady Towarzystwa Rolniczego Wileńskiego oraz zasiadał w Komitecie Wystawy Rolniczej w Wilnie.
W 1905 ogłosił memoriał domagający się zniesienia restrykcji wobec Polaków mieszkających na Litwie i zapewnienia im praw narodowych (m.in. do polskiego szkolnictwa, stanął również na czele delegacji, która wręczyła premierowi Wittemu petycję odnośnie do polonizacji szkolnictwa w Kraju Przywiślańskim).
Represjonowany przez władze carskie za działalność narodową, był dwukrotnie zsyłany do guberni archangielskiej (1904, 1906). Po zwolnieniu przez pewien czas przebywał we Włoszech, gdzie założył w Mediolanie antykwariat „Warowland” (nazwa nawiązująca do rodzinnego Landwarowa).
3 maja 1906 wybrano go posłem do I Dumy z okręgu Warszawa, zasiadał w Kole Polskim w Petersburgu. Był członkiem komisji adresowej Dumy, gdzie zabiegał o przyznanie autonomii politycznej Krajowi Przywiślańskiemu. Protestował przeciwko rosnącemu w siłę antysemityzmowi – w październiku 1907 złożył premierowi Stołypinowi memoriał domagający się przeciwdziałania przez władze pogromom oraz ustalenia położenia prawnego Żydów w Cesarstwie.
Po wybuchu I wojny światowej pracował w Czerwonym Krzyżu na Kaukazie. Związki z tą instytucją kontynuował też po odzyskaniu przez Polskę niepodległości – był komisarzem rządowym PCK.
Żonaty z Marią Krystyną Lubomirską (zm. 1958), mieli czwórkę dzieci: Zofię Różę, Stefana, Różę i Eugeniusza Stanisława.
Zmarł w Landwarowie 21 września 1936 i został pochowany w miejscowym kościele, który miał się stać kaplicą grobową rodziny Tyszkiewiczów. Plany te nie zostały zrealizowane z uwagi na odłączenie Wileńszczyzny od Polski po zakończeniu II wojny światowej.